# Манифест культуры
Манифест культуры (индон.  Manifes Kebudayaan) — программное заявление 22 индонезийских деятелей культуры во главе с литературным критиком Х. Б. Яссином (1917—2000),  писателем Трисно Сумарджо (1916—1969) и журналистом Виратмо Сукито (1929—2001), опубликованное 17 августа 1963 года. Среди подписантов были молодые поэты Тауфик Исмаил и Гунаван Мохамад, известный в будущем социолог и правозащитник Ариф Будиман. В нем осуждался тоталитаризм, защищались общечеловеческие ценности и содержалось требование свободы творчества и культуры вне политики. Запрещён указом президента Сукарно от 8.5.1964. Некоторые из инициаторов манифеста были подвергнуты репрессиям.